# Pingwin królewski
Pingwin królewski (Aptenodytes patagonicus) – gatunek dużego nielotnego ptaka wodnego z rodziny pingwinów (Spheniscidae), zamieszkujący chłodne oceany półkuli południowej. Gnieździ się na obrzeżach Antarktydy, Ziemi Ognistej, Falklandach i innych wyspach tej części świata. Jeden z najbardziej znanych gatunków pingwinów, zaraz po pingwinie cesarskim.

## Systematyka i zasięg występowania
Międzynarodowy Komitet Ornitologiczny (IOC) uznaje A. patagonicus za gatunek monotypowy; niektórzy autorzy proponują jednak wyróżnienie dwóch podgatunków, które zamieszkują:
- A. p. patagonicus J. F. Miller, 1778 – Falklandy, Georgia Południowa, południowy kraniec Chile.
- A. p. halli Mathews, 1911 – oceany południowe od Wyspy Mariona na wschód po Macquarie.

Najliczniejsze kolonie lęgowe znajdują się na Georgii Południowej, Wyspach Crozeta, Wyspach Kerguelena, Macquarie, Heard i Wyspie Mariona.

## Morfologia
Cechy gatunkuWśród pingwinów drugi pod względem wielkości (po pingwinie cesarskim). Między płciami nie ma różnic w ubarwieniu. Upierzenie na szyi i barkach jasnoszare, na grzbiecie ciemnoszare z granatowym połyskiem. Policzki i gardło pomarańczowe, brzuch biały. Boki dzioba różowe, pozostałe części czarne. Pisklęta są brązowe, czasami bladopomarańczowe aż do pierzenia.
Wymiary średniedługość ciała ok. 90 cm (z ogonem)
masa ciała ok. 11–15 kg; samce nieco większe od samic

## Ekologia i zachowanie

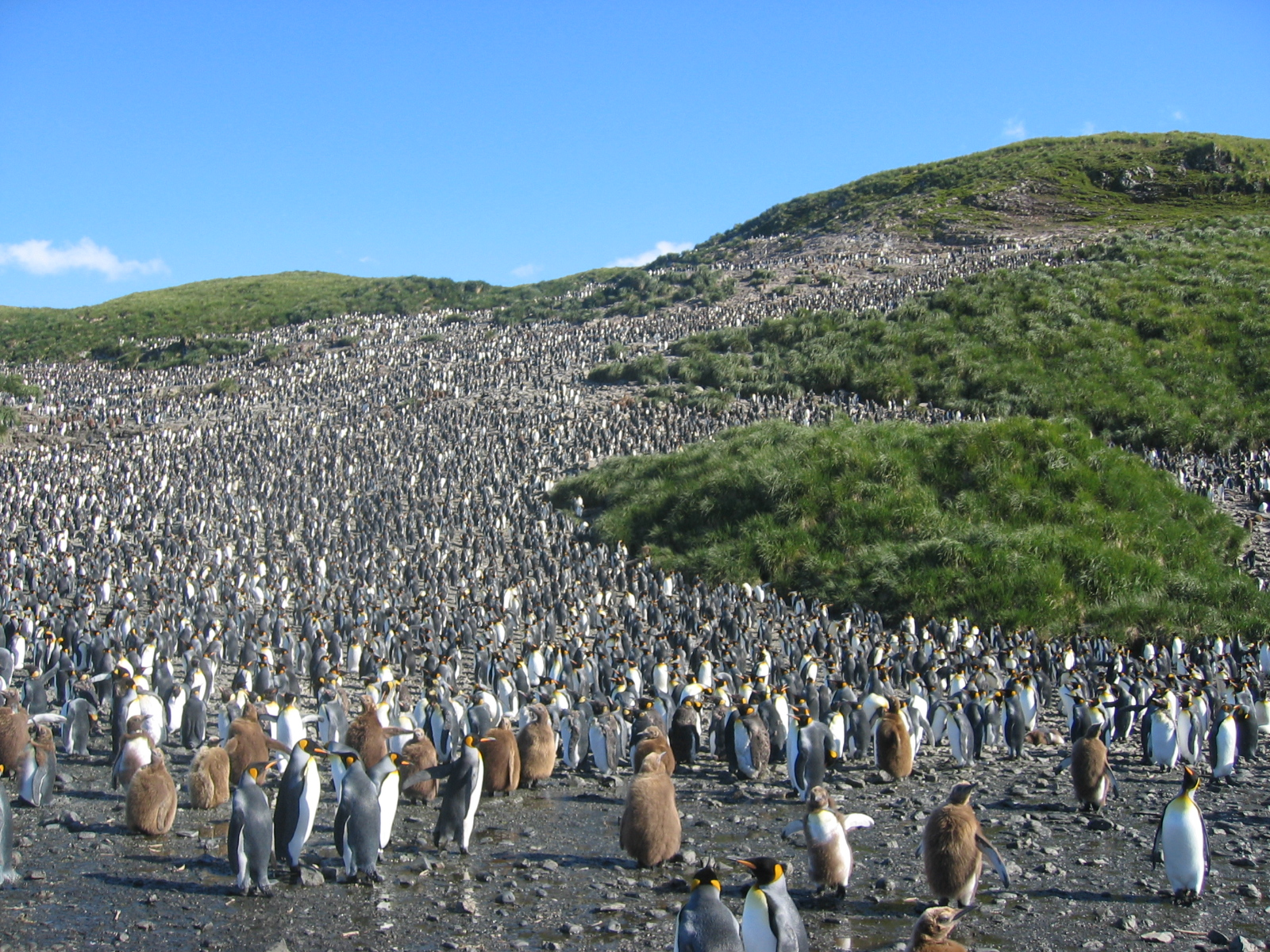
Kolonia pingwinów królewskich na wyspie Georgia Południowa

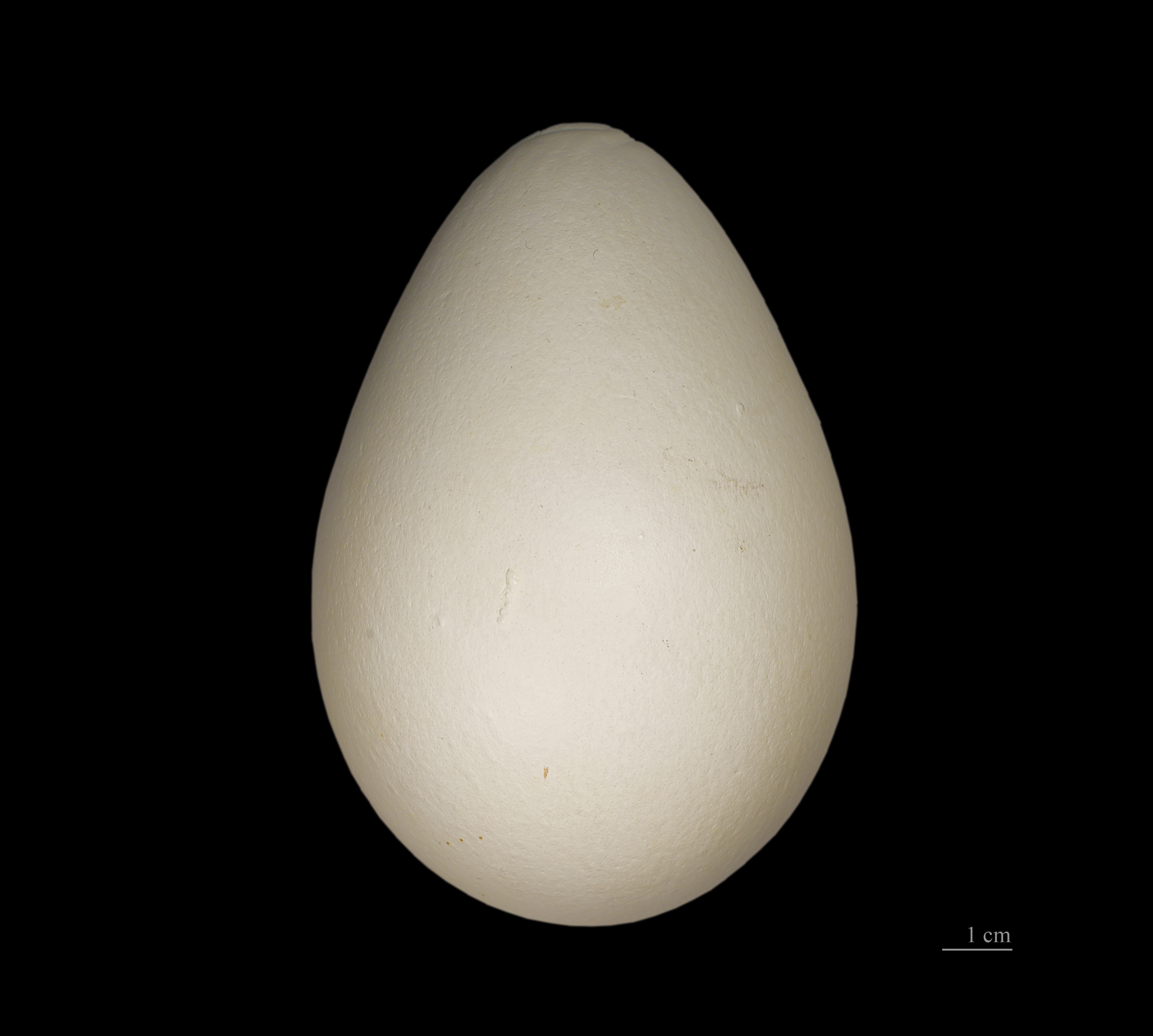
Jajo z kolekcji muzealnej

BiotopChłodne wody wokół Antarktydy.
GniazdoNie budują gniazd. Tworzą ogromne kolonie (do kilkudziesięciu tysięcy par), które najczęściej są tworzone na delikatnie pochylonych plażach.
JajaSkłada 1 jajo raz na 2 lata (często 2 lęgi w przeciągu 3 lat). Część ptaków składa jajo wcześniej, w listopadzie (pisklęta wykluwają się w styczniu), a część później, w styczniu (pisklęta wykluwają się w marcu). Jajo waży ok. 310 g.
WysiadywanieJajo jest wysiadywane na zmianę przez samca i samicę przez ok. 55 dni. Rodzice trzymają jajo na stopach i przykrywają fałdą brzuszną. Zmieniają się co 6–18 dni; to z nich, które nie wysiaduje, płynie żerować. Po wykluciu pisklęta są jeszcze trzymane na stopach rodziców przez 30–40 dni, aż wykształcą puch i będą zdolne regulować temperaturę ciała. Młode pozostają w kolonii przez całą zimę, gromadząc się w szkółki. W tym czasie rodzice polują, tylko od czasu do czasu karmiąc pisklęta. Przerwy między karmieniami dochodzą do 3 miesięcy, w tym czasie młode tracą do 50% masy ciała. Zdrowe pisklęta są zdolne przeżyć 5 miesięcy bez pokarmu. Pierzenie odbywa się następnego lata (okres tworzenia piór trwa od 14 do 16 miesięcy). Młode osiągają dojrzałość płciową po 3 latach.
PożywienieRyby, kryl, morskie skorupiaki i kałamarnice. Zdobywają pożywienie nurkując, z reguły na 150–300 m (maksymalna zarejestrowana głębokość – 500 m).

## Status
Międzynarodowa Unia Ochrony Przyrody (IUCN) uznaje pingwina królewskiego za gatunek najmniejszej troski (LC – Least Concern). Liczebność światowej populacji, według danych z 2013 i 2018 roku, szacuje się na około 1,1 miliona par lęgowych.